# Рупите (защитена местност)
 Тази статия е за защитената местност.  За селото вижте Рупите.  
„Рупите“ е защитена местност по десния бряг на река Струма в землищата на селата Рупите и Старчево, община Петрич. Създадена е с цел опазване на крайречна гора и характерна флора и фауна на площ от 20 хектара. Защитената местност е обявена със заповед на Комитета за опазване на природната среда през 1980 година.

## Биологично разнообразие
Защитената местност представлява част от висока заливна тераса на реката, разположена във вътрешната част на кратера на угасналия вулкан Кожух. Геоложката основа е от силно изменени вулканични скали и от неогенски утаечни скали. Почвите са алувиално-ливадни. Защитената местност опазва естествена крайречна заливна гора в горския участък на река Струма, съставена от бяла топола. Срещат се още върба, къпина, бъз. Тук има множество минерални извори и 5 сондажни кладенеца с общ дебит 40 л/сек и температура 75 °C. Местността се намира на миграционния път „Виа Аристотелис“. Установени са 141 вида птици, от които 33 вида са включени в Червената книга на България, а 63 вида са от европейско природозащитно значение. Срещат се белочела сврачка (на латински: Lanius nubicus), черночела сврачка (на латински: Lanius minor), маслинов присмехулник (на латински: Hippolais olivetorum), малък корморан (на латински: Phalacrocorax pygmeus). Това е едно от най-важните места в България от значение за Европейския съюз за опазване на гнездящи видове птици – късопръст ястреб (на латински: Accipiter brevipes), орел змияр (на латински: Circaetus gallicus) и бял щъркел (на латински: Ciconia ciconia). Срещат се също и четири вида сухоземни костенурки, много видове змии, балканска чесновница, както и малък речен кефал (на латински: Leuciscus borysthenicus). В непосредствена близост е разположена природната забележителност „Кожуха“.